# 4Q119

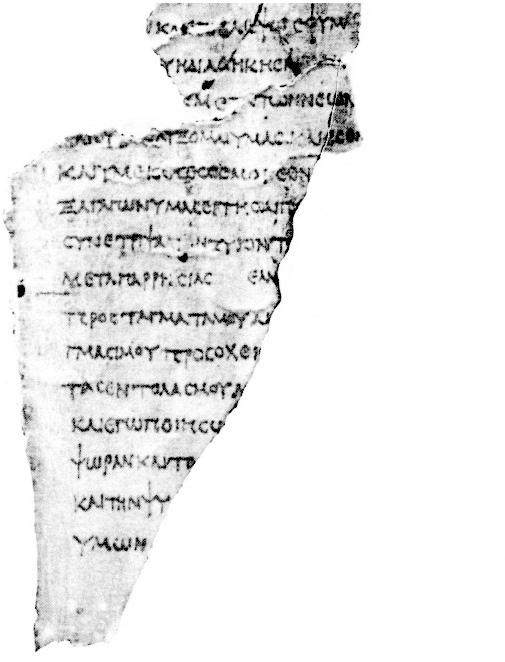
Fragment 1

4Q119 (auch 4QLXXLeva; Nr. 801 nach Rahlfs; TM 62293; LDAB 3454) ist das Fragment einer Pergamentrolle aus dem 1. Jahrhundert v. Chr. (oder 1. Jahrhundert n. Chr.). Sie enthält Teile von Lev 26,2–16  in griechischer Sprache (Septuaginta). Der Text weicht teilweise vom hebräischen Original, der Tora, ab und unterscheidet sich auch von anderen griechischen Übersetzungen der Septuaginta.
Die Fragmente wurden nahe Qumran in Höhle 4Q am Toten Meer gefunden und befinden sich heute im Rockefeller Museum in Jerusalem, Inv. Gr. 1004.